# Halictus jonesi
Halictus jonesi là một loài Hymenoptera trong họ Halictidae. Loài này được Cockerell mô tả khoa học năm 1925.